# Stockholmsmässan

El Stockholmsmässan (en español: Centro de Convenciones y Exhibiciones de Estocolmo) es una empresa encargada de organizar ferias y exhibiciones en los países escandinavos. El edificio central fue construido en 1941 y se encuentra en Älvsjö, un suburbio ubicado al sur de Estocolmo. Su capacidad es para 4.000 personas.
Las instalaciones fueron facilitadas para albergar el XX Festival de la Canción de Eurovisión en 1975. 

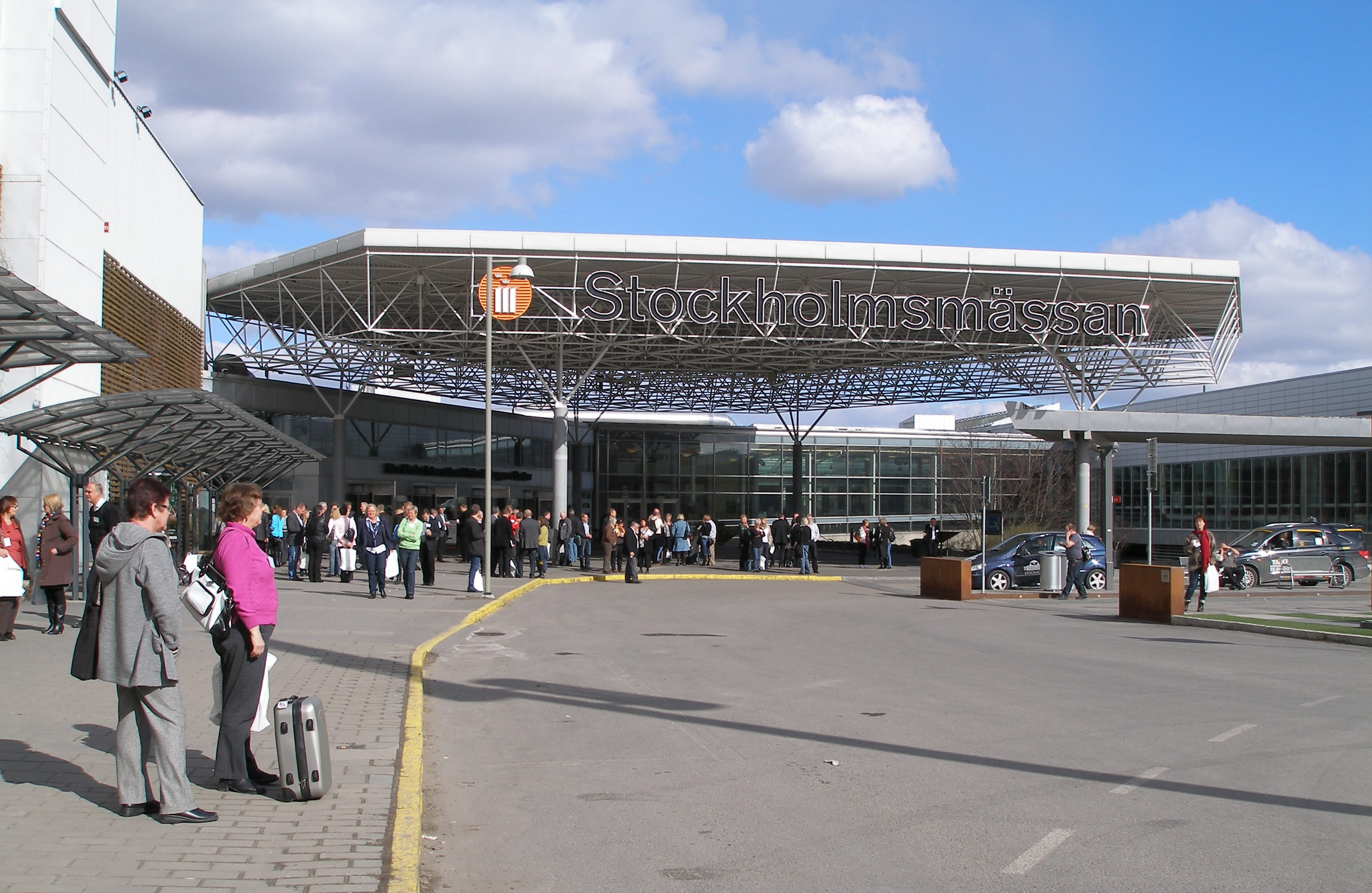
Stockholmsmässan.